# اد ساندرز (بازیگر)
اد ساندرز (انگلیسی: Ed Sanders؛ زادهٔ ۵ فوریهٔ ۱۹۹۳) هنرپیشه و تهیه‌کننده موسیقی اهل انگلستان است.
از فیلم‌ها یا برنامه‌های تلویزیونی که وی در آن نقش داشته‌است می‌توان به هوگو،  آرایشگر شیطانی خیابان فلیت اشاره کرد.